# Det stora spelet

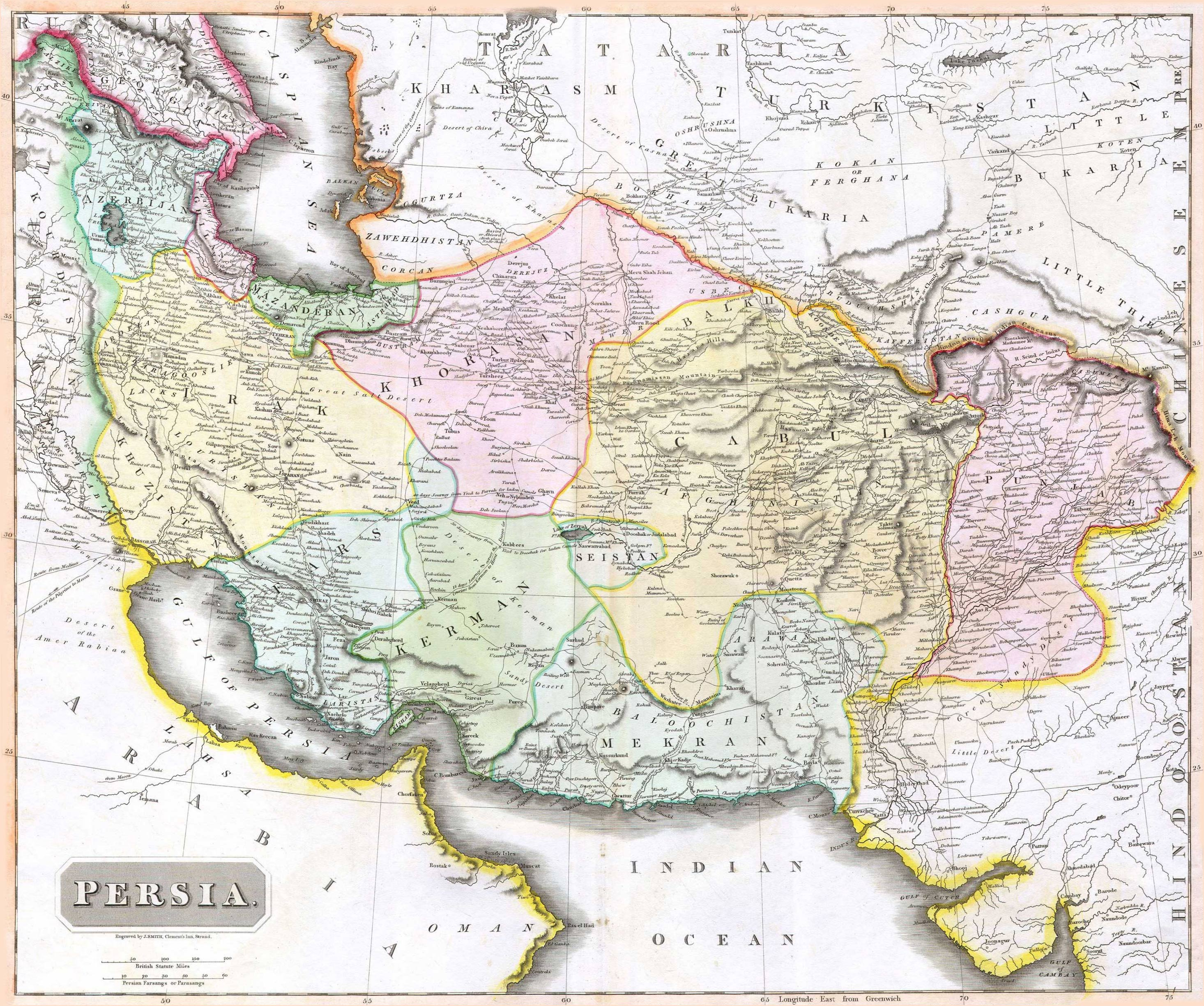
Stor-Persien vid början av maktkampen, 1814.

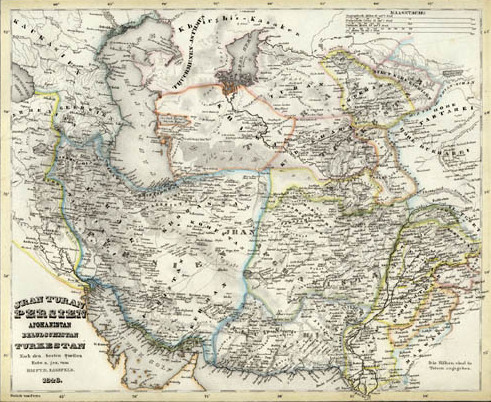
Centralasien, omkring 1848.

Det stora spelet (engelska The Great Game, ryska Большая игра) är beteckning för 1800-talets politiska maktkamp mellan Storbritannien och Ryssland om inflytandet över Centralasien. Termen populariserades av Rudyard Kipling i romanen Kim (1901), men lär ha myntats av den brittiske officeren Arthur Conolly.
Det stora spelets början och slut brukar anges till det rysk-persiska Gulistan-fördraget 1813 respektive det engelsk-ryska ententfördraget 1907 som ingicks i augusti 1907. Däremellan ligger bland annat första anglo-afghanska kriget (1839–1842) och andra anglo-afghanska kriget (1878–1880). En andra, kortare fas, följde efter Ryska revolutionen 1917. Spelet avtonade när Storbritannien, USA och Sovjetunionen allierade sig under andra världskriget.
I princip tog Ryssland hela Centralasien, utom Afghanistan, medan Storbritannien hade Indien inklusive nuvarande Pakistan. Man lät Afghanistan förbli en självständig buffertstat, och 1895 få landremsan Wakhankorridoren så att Ryssland och Indien inte gränsade till varandra.

## Det nya stora spelet
Senare har uttrycket används om konflikten mellan å ena sidan USA, Storbritannien och andra NATO-länder, och å andra sidan Ryssland, Kina och andra SCO-länder, om oljepipelines i Centralasien.

## I populärkultur
- Kim av Rudyard Kipling
- The Lotus and the Wind av John Masters
- Flashman av George MacDonald Fraser
- Flashman at the Charge av George MacDonald Fraser
- Flashman in the Great Game av George MacDonald Fraser (1999) ISBN 0-00-651299-2
- The Game by Laurie R. King (2004), en Sherlock Holmes-pastisch, en av Mary Russell-serierna. ISBN 0-553-80194-5
- Låten "Pink India" av Stephen Malkmus på albumet med samma namn.
- Dokumentären The Devil's Wind av Iqbal Malhotra.[1]